# Vuelta a Burgos 2017
La 39.ª edición de la Vuelta a Burgos fue una carrera de ciclismo en ruta por etapas que se celebró en España entre el 1 y el 5 de agosto de 2017 sobre un recorrido de 760 kilómetros dividido en 5 etapas, con inicio en la ciudad de Burgos y final en las Lagunas de Neila.
La prueba formó parte del UCI Europe Tour 2017 dentro de la categoría 2.HC (máxima categoría de estos circuitos).
La carrera fue ganada por el corredor español Mikel Landa del equipo Team Sky, en segundo lugar Enric Mas (Quick-Step Floors) y en tercer lugar David de la Cruz (Quick-Step Floors).

## Equipos participantes
Tomaron parte en la carrera 18 equipos: 5 de categoría UCI ProTeam invitados por la organización; 11 de categoría Profesional Continental; y 2 de categoría Continental. Formando así un pelotón de 138 ciclistas de los que acabaron 129. Los equipos participantes fueron:
| WorldTeams (5)- Movistar Team - Sky - Quick-Step Floors - Astana - Dimension Data Equipos continentales profesionales (11)- Caja Rural-Seguros RGA - Delko Marseille Provence KTM - Sport Vlaanderen-Baloise - Gazprom-RusVelo - Manzana Postobón - Nippo-Vini Fantini - Roompot-Nederlandse Loterij - Fortuneo-Oscaro - Direct Énergie - Cofidis, Solutions Crédits - Aqua Blue Sport Equipos continentales (2)- Burgos-BH - Euskadi Basque Country-Murias |
| |

## Recorrido
La Vuelta a Burgos dispuso de cinco etapas para un recorrido total de 760 kilómetros, donde se contempla la ascensión de 13 puertos de montaña: nueve de Tercera, uno de Segunda, uno de Primera y dos Especiales. La Diputación de Burgos, entidad organizadora de la carrera, ha diseñado unos recorridos con la intención de difundir y proyectar al exterior la riqueza patrimonial, natural y gastronómica que atesora la provincia de Burgos.
| Etapa     | Fecha    | Recorrido                              | type             | Distancia (km) | Ganador            | Líder       |
| --------- | -------- | -------------------------------------- | ---------------- | -------------- | ------------------ | ----------- |
| 1.ª etapa | 1 de ago | Burgos – Burgos                        | etapa escarpada  | 151            | Mikel Landa        | Mikel Landa |
| 2.ª etapa | 2 de ago | Oña – Belorado                         | etapa llana      | 153            | Matteo Trentin     | Mikel Landa |
| 3.ª etapa | 3 de ago | Ojo Guareña – Espinosa de los Monteros | etapa de montaña | 173            | Mikel Landa        | Mikel Landa |
| 4.ª etapa | 4 de ago | Gumiel de Izán – Clunia                | etapa escarpada  | 147            | Carlos Barbero     | Mikel Landa |
| 5.ª etapa | 5 de ago | Comunero de Revenga – Lagunas de Neila | etapa de montaña | 136            | Miguel Ángel López | Mikel Landa |

## Desarrollo de la carrera

### 1.ª etapa
| \| Clasificación de la etapa \| Clasificación de la etapa \| Clasificación de la etapa \| Clasificación de la etapa \| Clasificación de la etapa \| \| Ciclista \| Ciclista \| Equipo \| Tiempo \| \| \| ------------------------- \| ------------------------- \| ----------------------------- \| ------------------------- \| ------------------------- \| \| 1.º \| Mikel Landa \| Team Sky \| 3 h 25 min 58 s \| \| \| 2.º \| Serguéi Chernetski \| Astana \| + 2 s \| \| \| 3.º \| Julian Alaphilippe \| Quick-Step Floors \| + 3 s \| \| \| 4.º \| Enric Mas \| Quick-Step Floors \| + 5 s \| \| \| 5.º \| Dani Moreno \| Movistar Team \| + 7 s \| \| \| 6.º \| Carlos Barbero \| Movistar Team \| + 7 s \| \| \| 7.º \| Jetse Bol \| Manzana Postobón \| + 7 s \| \| \| 8.º \| Sjoerd van Ginneken \| Roompot-Nederlandse Loterij \| + 7 s \| \| \| 9.º \| Garikoitz Bravo \| Euskadi Basque Country-Murias \| + 7 s \| \| \| 10.º \| Mauro Finetto \| Delko-Marseille Provence-KTM \| + 7 s \| \| |                     |                               |                 |
| |                     |                               |                 |
| |                     |                               |                 |
| Clasificación de la etapa |                     |                               |                 |
| Ciclista | Ciclista            | Equipo                        | Tiempo          |
| 1.º | Mikel Landa         | Team Sky                      | 3 h 25 min 58 s |
| 2.º | Serguéi Chernetski  | Astana                        | + 2 s           |
| 3.º | Julian Alaphilippe  | Quick-Step Floors             | + 3 s           |
| 4.º | Enric Mas           | Quick-Step Floors             | + 5 s           |
| 5.º | Dani Moreno         | Movistar Team                 | + 7 s           |
| 6.º | Carlos Barbero      | Movistar Team                 | + 7 s           |
| 7.º | Jetse Bol           | Manzana Postobón              | + 7 s           |
| 8.º | Sjoerd van Ginneken | Roompot-Nederlandse Loterij   | + 7 s           |
| 9.º | Garikoitz Bravo     | Euskadi Basque Country-Murias | + 7 s           |
| 10.º | Mauro Finetto       | Delko-Marseille Provence-KTM  | + 7 s           |

| \| Clasificación general \| Clasificación general \| Clasificación general \| Clasificación general \| Clasificación general \| \| Ciclista \| Ciclista \| Equipo \| Tiempo \| \| \| --------------------- \| --------------------- \| ----------------------------- \| --------------------- \| --------------------- \| \| 1.º \| Mikel Landa \| Team Sky \| 3 h 25 min 58 s \| \| \| 2.º \| Serguéi Chernetski \| Astana \| + 2 s \| \| \| 3.º \| Julian Alaphilippe \| Quick-Step Floors \| + 3 s \| \| \| 4.º \| Enric Mas \| Quick-Step Floors \| + 5 s \| \| \| 5.º \| Dani Moreno \| Movistar Team \| + 7 s \| \| \| 6.º \| Carlos Barbero \| Movistar Team \| + 7 s \| \| \| 7.º \| Jetse Bol \| Manzana Postobón \| + 7 s \| \| \| 8.º \| Sjoerd van Ginneken \| Roompot-Nederlandse Loterij \| + 7 s \| \| \| 9.º \| Garikoitz Bravo \| Euskadi Basque Country-Murias \| + 7 s \| \| \| 10.º \| Mauro Finetto \| Delko-Marseille Provence-KTM \| + 7 s \| \| |                     |                               |                 |
| |                     |                               |                 |
| |                     |                               |                 |
| Clasificación general |                     |                               |                 |
| Ciclista | Ciclista            | Equipo                        | Tiempo          |
| 1.º | Mikel Landa         | Team Sky                      | 3 h 25 min 58 s |
| 2.º | Serguéi Chernetski  | Astana                        | + 2 s           |
| 3.º | Julian Alaphilippe  | Quick-Step Floors             | + 3 s           |
| 4.º | Enric Mas           | Quick-Step Floors             | + 5 s           |
| 5.º | Dani Moreno         | Movistar Team                 | + 7 s           |
| 6.º | Carlos Barbero      | Movistar Team                 | + 7 s           |
| 7.º | Jetse Bol           | Manzana Postobón              | + 7 s           |
| 8.º | Sjoerd van Ginneken | Roompot-Nederlandse Loterij   | + 7 s           |
| 9.º | Garikoitz Bravo     | Euskadi Basque Country-Murias | + 7 s           |
| 10.º | Mauro Finetto       | Delko-Marseille Provence-KTM  | + 7 s           |

### 2.ª etapa
| \| Clasificación de la etapa \| Clasificación de la etapa \| Clasificación de la etapa \| Clasificación de la etapa \| Clasificación de la etapa \| \| Ciclista \| Ciclista \| Equipo \| Tiempo \| \| \| ------------------------- \| ------------------------- \| --------------------------- \| ------------------------- \| ------------------------- \| \| 1.º \| Matteo Trentin \| Quick-Step Floors \| 3 h 38 min 54 s \| \| \| 2.º \| Adam Blythe \| Aqua Blue Sport \| + 0 s \| \| \| 3.º \| Tim Ariesen \| Roompot-Nederlandse Loterij \| + 0 s \| \| \| 4.º \| Romain Cardis \| Direct Énergie \| + 0 s \| \| \| 5.º \| Pierpaolo De Negri \| Nippo-Vini Fantini \| + 0 s \| \| \| 6.º \| Raymond Kreder \| Roompot-Nederlandse Loterij \| + 0 s \| \| \| 7.º \| Armindo Fonseca \| Fortuneo-Oscaro \| + 0 s \| \| \| 8.º \| Eduard Prades \| Caja Rural-Seguros RGA \| + 0 s \| \| \| 9.º \| Christophe Noppe \| Sport Vlaanderen-Baloise \| + 0 s \| \| \| 10.º \| Aaron Gate \| Aqua Blue Sport \| + 0 s \| \| |                    |                             |                 |
| |                    |                             |                 |
| |                    |                             |                 |
| Clasificación de la etapa |                    |                             |                 |
| Ciclista | Ciclista           | Equipo                      | Tiempo          |
| 1.º | Matteo Trentin     | Quick-Step Floors           | 3 h 38 min 54 s |
| 2.º | Adam Blythe        | Aqua Blue Sport             | + 0 s           |
| 3.º | Tim Ariesen        | Roompot-Nederlandse Loterij | + 0 s           |
| 4.º | Romain Cardis      | Direct Énergie              | + 0 s           |
| 5.º | Pierpaolo De Negri | Nippo-Vini Fantini          | + 0 s           |
| 6.º | Raymond Kreder     | Roompot-Nederlandse Loterij | + 0 s           |
| 7.º | Armindo Fonseca    | Fortuneo-Oscaro             | + 0 s           |
| 8.º | Eduard Prades      | Caja Rural-Seguros RGA      | + 0 s           |
| 9.º | Christophe Noppe   | Sport Vlaanderen-Baloise    | + 0 s           |
| 10.º | Aaron Gate         | Aqua Blue Sport             | + 0 s           |

| \| Clasificación general \| Clasificación general \| Clasificación general \| Clasificación general \| Clasificación general \| \| Ciclista \| Ciclista \| Equipo \| Tiempo \| \| \| --------------------- \| --------------------- \| -------------------------- \| --------------------- \| --------------------- \| \| 1.º \| Mikel Landa \| Team Sky \| 7 h 04 min 52 s \| \| \| 2.º \| Serguéi Chernetski \| Astana \| + 2 s \| \| \| 3.º \| Julian Alaphilippe \| Quick-Step Floors \| + 3 s \| \| \| 4.º \| Enric Mas \| Quick-Step Floors \| + 5 s \| \| \| 5.º \| Pierpaolo De Negri \| Nippo-Vini Fantini \| + 7 s \| \| \| 6.º \| Jetse Bol \| Manzana Postobón \| + 7 s \| \| \| 7.º \| Jonas Van Genechten \| Cofidis, Solutions Crédits \| + 7 s \| \| \| 8.º \| Carlos Barbero \| Movistar Team \| + 7 s \| \| \| 9.º \| Fabien Grellier \| Direct Énergie \| + 7 s \| \| \| 10.º \| Merhawi Kudus \| Dimension Data \| + 7 s \| \| |                     |                            |                 |
| |                     |                            |                 |
| |                     |                            |                 |
| Clasificación general |                     |                            |                 |
| Ciclista | Ciclista            | Equipo                     | Tiempo          |
| 1.º | Mikel Landa         | Team Sky                   | 7 h 04 min 52 s |
| 2.º | Serguéi Chernetski  | Astana                     | + 2 s           |
| 3.º | Julian Alaphilippe  | Quick-Step Floors          | + 3 s           |
| 4.º | Enric Mas           | Quick-Step Floors          | + 5 s           |
| 5.º | Pierpaolo De Negri  | Nippo-Vini Fantini         | + 7 s           |
| 6.º | Jetse Bol           | Manzana Postobón           | + 7 s           |
| 7.º | Jonas Van Genechten | Cofidis, Solutions Crédits | + 7 s           |
| 8.º | Carlos Barbero      | Movistar Team              | + 7 s           |
| 9.º | Fabien Grellier     | Direct Énergie             | + 7 s           |
| 10.º | Merhawi Kudus       | Dimension Data             | + 7 s           |

### 3.ª etapa
| \| Clasificación de la etapa \| Clasificación de la etapa \| Clasificación de la etapa \| Clasificación de la etapa \| Clasificación de la etapa \| \| Ciclista \| Ciclista \| Equipo \| Tiempo \| \| \| ------------------------- \| ------------------------- \| ------------------------- \| ------------------------- \| ------------------------- \| \| 1.º \| Mikel Landa \| Team Sky \| 4 h 36 min 40 s \| \| \| 2.º \| David de la Cruz \| Quick-Step Floors \| + 9 s \| \| \| 3.º \| Enric Mas \| Quick-Step Floors \| + 41 s \| \| \| 4.º \| Jaime Rosón \| Caja Rural-Seguros RGA \| + 47 s \| \| \| 5.º \| Miguel Ángel López \| Astana \| + 55 s \| \| \| 6.º \| Igor Antón \| Dimension Data \| + 1 min 06 s \| \| \| 7.º \| Merhawi Kudus \| Dimension Data \| + 1 min 24 s \| \| \| 8.º \| Gianni Moscon \| Team Sky \| + 1 min 27 s \| \| \| 9.º \| Jetse Bol \| Manzana Postobón \| + 1 min 33 s \| \| \| 10.º \| Sergio Pardilla \| Caja Rural-Seguros RGA \| + 1 min 34 s \| \| |                    |                        |                 |
| |                    |                        |                 |
| |                    |                        |                 |
| Clasificación de la etapa |                    |                        |                 |
| Ciclista | Ciclista           | Equipo                 | Tiempo          |
| 1.º | Mikel Landa        | Team Sky               | 4 h 36 min 40 s |
| 2.º | David de la Cruz   | Quick-Step Floors      | + 9 s           |
| 3.º | Enric Mas          | Quick-Step Floors      | + 41 s          |
| 4.º | Jaime Rosón        | Caja Rural-Seguros RGA | + 47 s          |
| 5.º | Miguel Ángel López | Astana                 | + 55 s          |
| 6.º | Igor Antón         | Dimension Data         | + 1 min 06 s    |
| 7.º | Merhawi Kudus      | Dimension Data         | + 1 min 24 s    |
| 8.º | Gianni Moscon      | Team Sky               | + 1 min 27 s    |
| 9.º | Jetse Bol          | Manzana Postobón       | + 1 min 33 s    |
| 10.º | Sergio Pardilla    | Caja Rural-Seguros RGA | + 1 min 34 s    |

| \| Clasificación general \| Clasificación general \| Clasificación general \| Clasificación general \| Clasificación general \| \| Ciclista \| Ciclista \| Equipo \| Tiempo \| \| \| --------------------- \| --------------------- \| ---------------------- \| --------------------- \| --------------------- \| \| 1.º \| Mikel Landa \| Team Sky \| 11 h 41 min 32 s \| \| \| 2.º \| David de la Cruz \| Quick-Step Floors \| + 27 s \| \| \| 3.º \| Enric Mas \| Quick-Step Floors \| + 46 s \| \| \| 4.º \| Jaime Rosón \| Caja Rural-Seguros RGA \| + 54 s \| \| \| 5.º \| Miguel Ángel López \| Astana \| + 1 min 02 s \| \| \| 6.º \| Igor Antón \| Dimension Data \| + 1 min 13 s \| \| \| 7.º \| Merhawi Kudus \| Dimension Data \| + 1 min 31 s \| \| \| 8.º \| Gianni Moscon \| Team Sky \| + 1 min 34 s \| \| \| 9.º \| Jetse Bol \| Manzana Postobón \| + 1 min 40 s \| \| \| 10.º \| Serguéi Chernetski \| Astana \| + 1 min 42 s \| \| |                    |                        |                  |
| |                    |                        |                  |
| |                    |                        |                  |
| Clasificación general |                    |                        |                  |
| Ciclista | Ciclista           | Equipo                 | Tiempo           |
| 1.º | Mikel Landa        | Team Sky               | 11 h 41 min 32 s |
| 2.º | David de la Cruz   | Quick-Step Floors      | + 27 s           |
| 3.º | Enric Mas          | Quick-Step Floors      | + 46 s           |
| 4.º | Jaime Rosón        | Caja Rural-Seguros RGA | + 54 s           |
| 5.º | Miguel Ángel López | Astana                 | + 1 min 02 s     |
| 6.º | Igor Antón         | Dimension Data         | + 1 min 13 s     |
| 7.º | Merhawi Kudus      | Dimension Data         | + 1 min 31 s     |
| 8.º | Gianni Moscon      | Team Sky               | + 1 min 34 s     |
| 9.º | Jetse Bol          | Manzana Postobón       | + 1 min 40 s     |
| 10.º | Serguéi Chernetski | Astana                 | + 1 min 42 s     |

### 4.ª etapa
| \| Clasificación de la etapa \| Clasificación de la etapa \| Clasificación de la etapa \| Clasificación de la etapa \| Clasificación de la etapa \| \| Ciclista \| Ciclista \| Equipo \| Tiempo \| \| \| ------------------------- \| ------------------------- \| ---------------------------- \| ------------------------- \| ------------------------- \| \| 1.º \| Carlos Barbero \| Movistar Team \| 3 h 19 min 19 s \| \| \| 2.º \| Gianni Moscon \| Team Sky \| + 0 s \| \| \| 3.º \| Julian Alaphilippe \| Quick-Step Floors \| + 0 s \| \| \| 4.º \| Mauro Finetto \| Delko-Marseille Provence-KTM \| + 3 s \| \| \| 5.º \| Merhawi Kudus \| Dimension Data \| + 3 s \| \| \| 6.º \| Matteo Trentin \| Quick-Step Floors \| + 3 s \| \| \| 7.º \| Jonas Van Genechten \| Cofidis, Solutions Crédits \| + 3 s \| \| \| 8.º \| Eduard Prades \| Caja Rural-Seguros RGA \| + 3 s \| \| \| 9.º \| Eliot Lietaer \| Sport Vlaanderen-Baloise \| + 3 s \| \| \| 10.º \| Dani Moreno \| Movistar Team \| + 3 s \| \| |                     |                              |                 |
| |                     |                              |                 |
| |                     |                              |                 |
| Clasificación de la etapa |                     |                              |                 |
| Ciclista | Ciclista            | Equipo                       | Tiempo          |
| 1.º | Carlos Barbero      | Movistar Team                | 3 h 19 min 19 s |
| 2.º | Gianni Moscon       | Team Sky                     | + 0 s           |
| 3.º | Julian Alaphilippe  | Quick-Step Floors            | + 0 s           |
| 4.º | Mauro Finetto       | Delko-Marseille Provence-KTM | + 3 s           |
| 5.º | Merhawi Kudus       | Dimension Data               | + 3 s           |
| 6.º | Matteo Trentin      | Quick-Step Floors            | + 3 s           |
| 7.º | Jonas Van Genechten | Cofidis, Solutions Crédits   | + 3 s           |
| 8.º | Eduard Prades       | Caja Rural-Seguros RGA       | + 3 s           |
| 9.º | Eliot Lietaer       | Sport Vlaanderen-Baloise     | + 3 s           |
| 10.º | Dani Moreno         | Movistar Team                | + 3 s           |

| \| Clasificación general \| Clasificación general \| Clasificación general \| Clasificación general \| Clasificación general \| \| Ciclista \| Ciclista \| Equipo \| Tiempo \| \| \| --------------------- \| --------------------- \| ---------------------- \| --------------------- \| --------------------- \| \| 1.º \| Mikel Landa \| Team Sky \| 15 h 01 min 00 s \| \| \| 2.º \| David de la Cruz \| Quick-Step Floors \| + 27 s \| \| \| 3.º \| Enric Mas \| Quick-Step Floors \| + 46 s \| \| \| 4.º \| Jaime Rosón \| Caja Rural-Seguros RGA \| + 54 s \| \| \| 5.º \| Miguel Ángel López \| Astana \| + 1 min 02 s \| \| \| 6.º \| Igor Antón \| Dimension Data \| + 1 min 13 s \| \| \| 7.º \| Merhawi Kudus \| Dimension Data \| + 1 min 31 s \| \| \| 8.º \| Gianni Moscon \| Team Sky \| + 1 min 31 s \| \| \| 9.º \| Jetse Bol \| Manzana Postobón \| + 1 min 40 s \| \| \| 10.º \| Serguéi Chernetski \| Astana \| + 1 min 42 s \| \| |                    |                        |                  |
| |                    |                        |                  |
| |                    |                        |                  |
| Clasificación general |                    |                        |                  |
| Ciclista | Ciclista           | Equipo                 | Tiempo           |
| 1.º | Mikel Landa        | Team Sky               | 15 h 01 min 00 s |
| 2.º | David de la Cruz   | Quick-Step Floors      | + 27 s           |
| 3.º | Enric Mas          | Quick-Step Floors      | + 46 s           |
| 4.º | Jaime Rosón        | Caja Rural-Seguros RGA | + 54 s           |
| 5.º | Miguel Ángel López | Astana                 | + 1 min 02 s     |
| 6.º | Igor Antón         | Dimension Data         | + 1 min 13 s     |
| 7.º | Merhawi Kudus      | Dimension Data         | + 1 min 31 s     |
| 8.º | Gianni Moscon      | Team Sky               | + 1 min 31 s     |
| 9.º | Jetse Bol          | Manzana Postobón       | + 1 min 40 s     |
| 10.º | Serguéi Chernetski | Astana                 | + 1 min 42 s     |

### 5.ª etapa
| \| Clasificación de la etapa \| Clasificación de la etapa \| Clasificación de la etapa \| Clasificación de la etapa \| Clasificación de la etapa \| \| Ciclista \| Ciclista \| Equipo \| Tiempo \| \| \| ------------------------- \| ------------------------- \| ---------------------------- \| ------------------------- \| ------------------------- \| \| 1.º \| Miguel Ángel López \| Astana \| 3 h 11 min 42 s \| \| \| 2.º \| Enric Mas \| Quick-Step Floors \| + 5 s \| \| \| 3.º \| Mikel Landa \| Team Sky \| + 11 s \| \| \| 4.º \| David de la Cruz \| Quick-Step Floors \| + 30 s \| \| \| 5.º \| Jaime Rosón \| Caja Rural-Seguros RGA \| + 35 s \| \| \| 6.º \| Igor Antón \| Dimension Data \| + 35 s \| \| \| 7.º \| Dani Moreno \| Movistar Team \| + 37 s \| \| \| 8.º \| Serguéi Chernetski \| Astana \| + 48 s \| \| \| 9.º \| Ángel Madrazo \| Delko-Marseille Provence-KTM \| + 1 min 01 s \| \| \| 10.º \| Eliot Lietaer \| Sport Vlaanderen-Baloise \| + 1 min 01 s \| \| |                    |                              |                 |
| |                    |                              |                 |
| |                    |                              |                 |
| Clasificación de la etapa |                    |                              |                 |
| Ciclista | Ciclista           | Equipo                       | Tiempo          |
| 1.º | Miguel Ángel López | Astana                       | 3 h 11 min 42 s |
| 2.º | Enric Mas          | Quick-Step Floors            | + 5 s           |
| 3.º | Mikel Landa        | Team Sky                     | + 11 s          |
| 4.º | David de la Cruz   | Quick-Step Floors            | + 30 s          |
| 5.º | Jaime Rosón        | Caja Rural-Seguros RGA       | + 35 s          |
| 6.º | Igor Antón         | Dimension Data               | + 35 s          |
| 7.º | Dani Moreno        | Movistar Team                | + 37 s          |
| 8.º | Serguéi Chernetski | Astana                       | + 48 s          |
| 9.º | Ángel Madrazo      | Delko-Marseille Provence-KTM | + 1 min 01 s    |
| 10.º | Eliot Lietaer      | Sport Vlaanderen-Baloise     | + 1 min 01 s    |

## Clasificaciones finales
- Las clasificaciones finalizaron de la siguiente forma:[8]

### Clasificación general
| \| Clasificación general \| Clasificación general \| Clasificación general \| Clasificación general \| Clasificación general \| \| Ciclista \| Ciclista \| Equipo \| Tiempo \| \| \| --------------------- \| --------------------- \| ---------------------- \| --------------------- \| --------------------- \| \| 1.º \| Mikel Landa \| Team Sky \| 18 h 12 min 47 s \| \| \| 2.º \| Enric Mas \| Quick-Step Floors \| + 40 s \| \| \| 3.º \| David de la Cruz \| Quick-Step Floors \| + 46 s \| \| \| 4.º \| Miguel Ángel López \| Astana \| + 51 s \| \| \| 5.º \| Jaime Rosón \| Caja Rural-Seguros RGA \| + 1 min 18 s \| \| \| 6.º \| Igor Antón \| Dimension Data \| + 1 min 37 s \| \| \| 7.º \| Dani Moreno \| Movistar Team \| + 2 min 13 s \| \| \| 8.º \| Serguéi Chernetski \| Astana \| + 2 min 19 s \| \| \| 9.º \| Merhawi Kudus \| Dimension Data \| + 2 min 40 s \| \| \| 10.º \| Jetse Bol \| Manzana Postobón \| + 2 min 49 s \| \| |                    |                        |                  |
| |                    |                        |                  |
| Fuente: ProCyclingStats |                    |                        |                  |
| Clasificación general |                    |                        |                  |
| Ciclista | Ciclista           | Equipo                 | Tiempo           |
| 1.º | Mikel Landa        | Team Sky               | 18 h 12 min 47 s |
| 2.º | Enric Mas          | Quick-Step Floors      | + 40 s           |
| 3.º | David de la Cruz   | Quick-Step Floors      | + 46 s           |
| 4.º | Miguel Ángel López | Astana                 | + 51 s           |
| 5.º | Jaime Rosón        | Caja Rural-Seguros RGA | + 1 min 18 s     |
| 6.º | Igor Antón         | Dimension Data         | + 1 min 37 s     |
| 7.º | Dani Moreno        | Movistar Team          | + 2 min 13 s     |
| 8.º | Serguéi Chernetski | Astana                 | + 2 min 19 s     |
| 9.º | Merhawi Kudus      | Dimension Data         | + 2 min 40 s     |
| 10.º | Jetse Bol          | Manzana Postobón       | + 2 min 49 s     |

## Evolución de las clasificaciones
| Etapa (Vencedor)               | Clasificación general | Clasificación por puntos | Clasificación de la montaña | Clasificación de las metas volantes | Clasificación por equipos |
| ------------------------------ | --------------------- | ------------------------ | --------------------------- | ----------------------------------- | ------------------------- |
| 1.ª etapa (Mikel Landa)        | Mikel Landa           | Mikel Landa              | Mikel Landa                 | Benjamin King                       | Sky                       |
| 2.ª etapa (Matteo Trentin)     | Mikel Landa           | Mikel Landa              | Daniel Díaz                 | Benjamin King                       | Sky                       |
| 3.ª etapa (Mikel Landa)        | Mikel Landa           | Mikel Landa              | Mikel Landa                 | Benjamin King                       | Astana                    |
| 4.ª etapa (Carlos Barbero)     | Mikel Landa           | Mikel Landa              | Mikel Landa                 | Benjamin King                       | Astana                    |
| 5.ª etapa (Miguel Ángel López) | Mikel Landa           | Mikel Landa              | Mikel Landa                 | Benjamin King                       | Astana                    |
| Final                          | Mikel Landa           | Mikel Landa              | Mikel Landa                 | Benjamin King                       | Astana                    |

## UCI World Ranking
La Vuelta a Burgos otorga puntos para el UCI Europe Tour 2017 y el UCI World Ranking, este último para corredores de los equipos en las categorías UCI ProTeam, Profesional Continental y Equipos Continentales. Las siguientes tablas son el baremo de puntuación y los corredores que obtuvieron puntos:
| Posición              | 1.ª | 2.ª | 3.ª | 4.ª | 5.ª | 6.ª | 7.ª | 8.ª | 9.ª | 10.ª |
| Clasificación general | 200 | 150 | 125 | 100 | 85  | 70  | 60  | 50  | 40  | 35   |
| Por etapa             | 20  | 10  | 5   |     |     |     |     |     |     |      |
| Líder                 | 5   |     |     |     |     |     |     |     |     |      |

| Clasificación | Clasificación      | Clasificación          | Clasificación | Clasificación | Clasificación | Clasificación |
| Posición      | Ciclista           | Equipo                 | General       | Etapa         | Líder         | Total         |
| ------------- | ------------------ | ---------------------- | ------------- | ------------- | ------------- | ------------- |
| 1.º           | Mikel Landa        | Sky                    | 200           | 45            | 20            | 265           |
| 2.º           | Enric Mas          | Quick-Step Floors      | 150           | 15            | -             | 165           |
| 3.º           | David de la Cruz   | Quick-Step Floors      | 125           | 10            | -             | 135           |
| 4.º           | Miguel Ángel López | Astana                 | 100           | 20            | -             | 120           |
| 5.º           | Jaime Rosón        | Caja Rural-Seguros RGA | 85            | -             | -             | 85            |
| 6.º           | Igor Antón         | Dimension Data         | 70            | -             | -             | 70            |
| 7.º           | Daniel Moreno      | Movistar               | 60            | -             | -             | 60            |
| 8.º           | Sergei Chernetski  | Astana                 | 50            | 10            | -             | 60            |
| 9.º           | Merhawi Kudus      | Dimension Data         | 40            | -             | -             | 40            |
| 10.º          | Jetse Bol          | Manzana Postobón       | 35            | -             | -             | 35            |